# Claudia Gurisatti
Claudia Gurisatti Barreto (Buga, 8 de diciembre de 1973) es una periodista y presentadora colombiana.

## Biografía
Claudia Gurisatti se desempeña como directora general de NTN24. Desde 2003, RCN Internacional (División de RCN de Colombia) designó a Claudia Gurisatti la tarea de diseñar, desarrollar y ejecutar la idea del proyecto periodístico NTN24 como un nuevo concepto para informar a los latinos sobre lo que ocurre en sus países de origen y en los que escogieron para emigrar.

## Carrera periodística
Ha ejercido como periodista especializada en temas de guerra, conflicto, política y asuntos de interés social en NTN24. Estudió periodismo en la Pontificia Universidad Javeriana e hizo una especialización en ciencias políticas en la misma universidad. 
Fue presentadora del noticiero Noticias RCN desde que se fundó RCN Televisión como canal privado en 1998. Dirigió con Jorge Alfredo Vargas la emisión nocturna del noticiero del canal RCN por los atentados del 11 de septiembre de 2001. También dirigió un programa la emisora de radio La FM de RCN Radio desde 2003 hasta 2006. De 1995 y hasta 1998 antes de llegar a RCN Televisión, Claudia Gurisatti presentó el noticiero CM& y también era la reportera encargada de cubrir las noticias de guerra, conflicto y Gobierno.
En 1994 trabajó como periodista y presentadora en el informativo Buenos Días Colombia. Desde 1992 hasta 1994 fue la productora del noticiero nacional de fin de semana AM-PM, espacio informativo entregado a los desmovilizados del M-19 después de firmar la paz con el gobierno del Presidente César Gaviria.
Claudia fue directora de Noticias RCN desde abril de 2015 hasta julio de 2019.